# Camp David
Pour les articles homonymes, voir David.

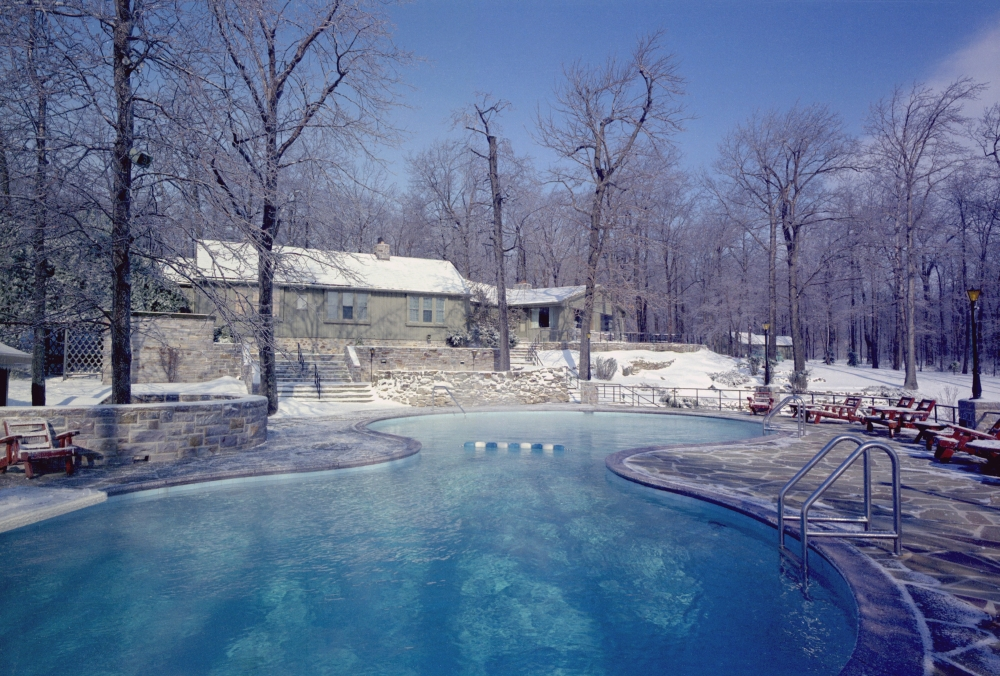
La loge principale (Aspen Lodge) et sa piscine, au camp David pendant l'administration de Richard Nixon, 9 février 1971.

Le Naval Support Facility Thurmont, plus connu sous le nom de Camp David, est le lieu de villégiature officiel du président des États-Unis. D'une superficie de 50 hectares (0,5 km2), il se situe dans la zone récréative du parc de Catoctin Mountain dans le comté de Frederick dans le Maryland, une région montagneuse à 93 km au nord-ouest de Washington.
Le nom de camp David a été donné par le président Eisenhower en l'honneur de son père et de son petit-fils, tous les deux appelés David.
Cette résidence a été utilisée comme cadre à des discussions diplomatiques internationales, notamment :
- les accords de Camp David, qui y ont été signés le 17 septembre 1978, établissant les conditions de la Paix entre Israël et l'Égypte ;
- le sommet de Camp David II, qui s'y est également déroulé en 2000 mais n'a pas permis de trouver de terrain d'entente entre Israël et l'Autorité palestinienne.

## Choix du site
Dans le cadre du New Deal, le Work Projects Administration est créé pour soutenir l'activité par de grands projets d'équipement. En 1935, il initia le Catoctin Recreational Demonstration Area Project près de Thurmont dans les monts Catoctin, un des massifs des Appalaches. Le but du projet était, outre de fournir des emplois dans la région en cette période de dépression, de démontrer qu'un sol dur et érodé, ingrat pour l'agriculture, pouvait servir comme parc récréatif.
Le Camp Misty Mount fut construit en 1937. Les Civilian Conservation Corps les rejoignirent en 1939. Le camp Misty Mount fut d'abord utilisé par la ligue du Maryland pour les enfants handicapés. Après une première année d'occupation en 1937, la ligue s'établit dans un second camp, Camp Greentop (en), car le Camp Misty Mount était inadapté aux déplacements en chaise roulante. Un troisième camp, Camp Hi-Catoctin, fut achevé durant l'hiver 1938-1939 et servit durant trois ans de camp de vacances pour les familles des employés fédéraux de Washington. Le camp consistait alors en plusieurs petites cabanes, une salle de restaurant et une piscine, le tout noyé sous les arbres et à 600 mètres d'altitude, permettant d'échapper à la chaleur estivale, étouffante et humide, de la région de Washington.
Dans la capitale fédérale, le président Roosevelt fuyait lui aussi régulièrement cette chaleur étouffante pour se relaxer à bord du yacht présidentiel, le Potomac, ou dans sa maison de Hyde Park dans l'État de New York. En 1942, les U-boots de la marine allemande croisant au large des côtes atlantiques américaines, le Secret Service, chargé de sa sécurité, jugea que le Potomac n'était plus un endroit sûr. La santé de Roosevelt était également un facteur préoccupant et le climat humide de Washington, affectant ses sinus, fut considéré comme nuisible à sa santé par ses médecins. On chercha alors une nouvelle retraite dans un rayon de 160 km (100 miles) autour de la capitale.
Après qu'un comité eut envisagé deux sites, à Furnace Mountain sur la rive virginienne du Potomac, en dessous du village de Harpers Ferry et dans le Parc national de Shenandoah dans les Blue Ridge Mountains en Virginie, Roosevelt alla visiter deux sites dans les Catoctin Mountains et choisit, dès sa première visite, celui de Hi-Catoctin en avril 1942. La température en été y était inférieure de 5 °C par rapport à celle régnant à Washington.
Il donna alors ses instructions sur la manière de réaménager certains bâtiments et pour la construction d'un pavillon principal, qui ressemblait à sa villégiature d'hiver de Warm Springs en Géorgie. Les travaux coûtèrent 25 000 dollars. Le 5 juillet 1942, Roosevelt renomma le camp en « Shangri-La », en référence au royaume imaginaire de l'Himalaya du roman de James Hilton, Horizons perdus paru en 1933 (le site fut aussi appelé parfois USS Shangri-La pour rappeler qu'il remplaçait un navire).

## Villégiature des présidents
Lieu fortement sécurisé et isolé, offrant une grande tranquillité, Camp David continua d'être utilisé comme lieu de villégiature par les présidents américains suivants, principalement pour les week-ends. À partir des années 1960, le président, sa famille et/ou ses proches s'y rendent alors en utilisant Marine One, l'hélicoptère présidentiel, qui permet un trajet de seulement une demi-heure depuis la Maison-Blanche. Lieu idéal pour réfléchir ou se relaxer, le président peut aussi y rencontrer ses conseillers ou y convier certains hôtes étrangers, de manière plus informelle qu'à la Maison-Blanche. Le premier à être accueilli ainsi fut Winston Churchill en mai 1943.
Le président occupant le parc lors de ses visites, une grande partie de l'accès au public en est interdit. De plus, grâce à son isolement et à sa sécurité, Camp David a pu servir de lieu de protection pour le président.
Les installations sont composées de différents chalets répartis dans une forêt. Il possède une piscine, un green de golf et des terrains de tennis.
Roosevelt y effectua un premier séjour du 18 au 20 juillet 1942. Quelques semaines plus tard, il y séjourna de nouveau, en compagnie de sa femme et de ses amis Archibald MacLeish et Sam Rosenman. C'est durant ce second séjour que le président fut informé de l'exécution des agents de l'Abwehr impliqués dans l'opération Pastorius. Après le décès du président et la fin de la Seconde Guerre mondiale, la question de l'avenir de Shangri-La resurgit. Devait-il retourner au National Park Service ? Devait-il être converti en monument national ? Devait-il être rendu au Maryland State Forest and Park System comme cela était prévu à l'origine ? D'autant que si le président Harry S. Truman y appréciait les marches en montagne, son épouse trouvait la résidence triste. Mais dans une lettre au gouverneur du Maryland Herbert O'Conor (en), Truman écrivit :
« J'ai décidé qu'au vu des évènements historiques d'intérêts nationaux et internationaux maintenant liés au parc du Catoctin Mountain, le centre restera propriété du Service des parcs nationaux du département de l'Intérieur (note : c'est-à-dire de l'État). Cette action est en accord avec la position exprimée par l'ancien président Roosevelt avant sa mort. »
En 1952, Truman approuva un compromis dans lequel le territoire au nord de la Route 77 resterait Catoctin Mountain et serait régi par le Service des parcs nationaux alors que la partie au sud de la route 77 deviendrait le Cunningham Falls State Park régi par l'État du Maryland. Le transfert fut officiel en 1954. En 1953, le président Dwight Eisenhower renomma l'endroit Camp David du prénom de son petit-fils David Eisenhower, né cinq années plus tôt, en 1948. Si Eisenhower l'utilisait en famille pour se relaxer, il fut le premier président à y tenir une réunion du cabinet présidentiel.
John Kennedy fut celui qui permit aux membres du Cabinet et à son équipe de la Maison-Blanche d'y séjourner en famille quand lui-même n'y était pas.
Le président Nixon y séjourna plus de temps que tous ses prédécesseurs réunis, l'utilisant comme un second bureau et y tenant de fréquentes réunions. Il procéda à la construction de nouveaux bâtiments tout en conservant le style du site.
Le président Carter s'y adonna à la pêche à la mouche et le président Reagan au cheval et au travail sur bois. Ce dernier fut alors le président qui y passa le plus de temps, son épouse Nancy renouvela la décoration de plusieurs bâtiments et fit procéder à d'importants travaux paysagers. Bill Clinton passa assez peu de temps à Camp David lors de son premier mandat mais y séjourna nettement plus souvent à la fin du second. Au contraire du président George W. Bush, visiteur fréquent, qui y passa des centaines de jours au cours de ses deux mandats. Sa sœur, Dorothy Bush Koch (en) s'y était mariée en juin 1992, du temps de la présidence de George Bush père.

## Événements historiques
Camp David a été à de nombreuses reprises un lieu de rencontres aussi bien officielles qu'informelles entre le président des États-Unis et les grands de ce monde. Il s'y tint également plusieurs réunions d'importance entre le président et les principaux collaborateurs de la Maison-Blanche ou les membres du cabinet.
Par exemple :
- John Kennedy y tint des discussions sur le débarquement de la baie des Cochons en 1961; C'est d'ailleurs après l'échec de cette opération, qu'il fut décidé de construire la Situation Room de manière que la Maison-Blanche dispose d'un lieu adapté à la gestion des crises.
- Lyndon Johnson y tint plusieurs discussions importantes avec ses conseillers sur la guerre du Viêt Nam ou sur la crise en République dominicaine
- Beaucoup de réunions avec des dignitaires étrangers ou d'illustres invités dont :
  - Winston Churchill pendant la Seconde Guerre mondiale
  - Nikita Khrouchtchev sous Eisenhower et Léonid Brejnev sous Nixon

La rencontre la plus célèbre fut certainement celle qui mena aux accords de 1978 puis au traité de paix israélo-égyptien de 1979 entre le président égyptien Anouar el-Sadate et le premier ministre israélien Menahem Begin sous l'égide du président Jimmy Carter. Ces premiers accords, autrefois appelés accords de Camp David sont maintenant souvent appelés accords "Camp David I".
En 2000, le camp accueillit à nouveau les pourparlers de paix concernant la résolution du conflit israélo-palestinien. La réunion au sommet, aujourd'hui surnommée « Camp David II », réunit le président américain Bill Clinton, le président de l'Autorité palestinienne Yasser Arafat et le premier ministre israélien Ehud Barak.
En 2019, devait s'y dérouler une rencontre secrète entre le président des États-Unis et, d'une part, les principaux chefs talibans, d'autre part, le président Afghan,.
La configuration du site facilite l'organisation de ces rencontres tripartites : au calme dans un lieu sécurisé, à l'abri complet des journalistes, chaque partie peut aussi être hébergée dans des bâtiments différents. Ainsi lors du premier sommet de Camp David, les journalistes étaient maintenus à distance à Thurmont, le village le plus proche mais distant de plusieurs kilomètres.

## Base de l'US Navy
Comme l'indique son nom officiel, Naval Support Facility Thurmont, camp David est une installation de l'US Navy. Il est dirigé par un officier ayant rang de Commander et la plupart des marins qui y sont affectés sont des Seabees, le génie militaire de la marine américaine, s'occupant principalement des tâches de maintenance des lieux. Chaque marin doit avoir obtenu le Yankee White (en), l'autorisation individuelle de sécurité de plus haut niveau accordée par le département de la Défense. Les marins employés sont réputés pour être les meilleurs de la marine américaine dans leur spécialité. Ils assurent ainsi l'entretien, les travaux de bâtiments (charpente, électricité, etc.).
La sécurité du site est assurée elle par une unité d'élite du Corps des Marines, la Marine Security Company, Camp David (MSC-CD).

## Galerie

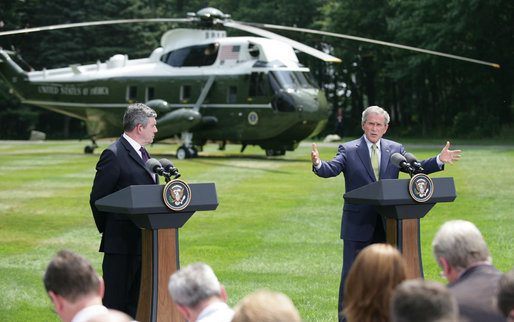
Le Premier ministre britannique Gordon Brown et George W. Bush s'adressant à la presse à Camp David, le 30 juillet 2007.
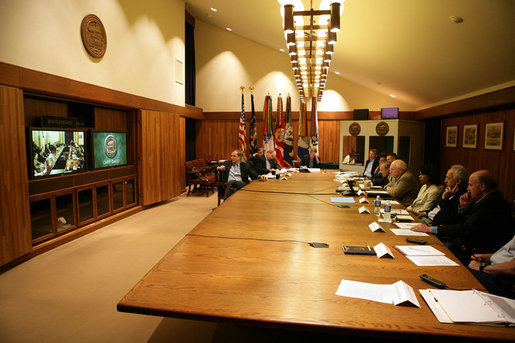
Depuis Camp David, le Vice-président Dick Cheney et des membres de l'Interagency Team sur l'Irak participant à une vidéoconférence avec le président George W. Bush à Bagdad, en Irak.
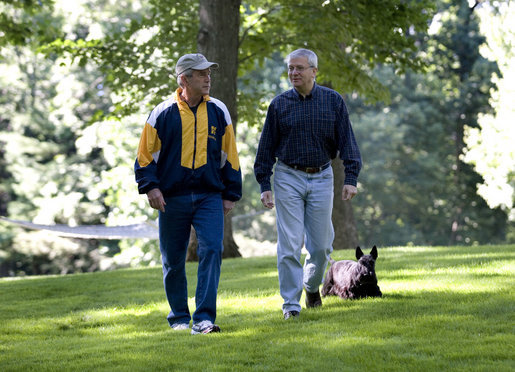
Le président George W. Bush et son Chief of Staff Josh Bolten marchant avec le chien du président Barney (en), à Camp David, le 21 juillet 2007.
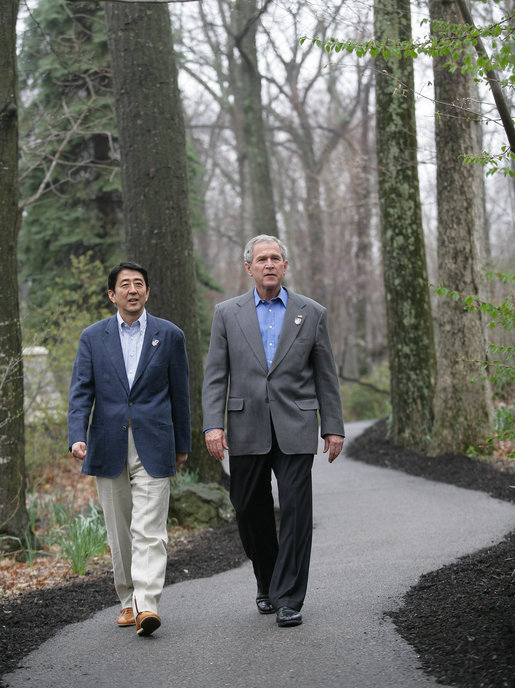
Shinzo Abe et George W. Bush à Camp David en 2007.
Richard et Pat Nixon avec leurs chiens à Camp David.
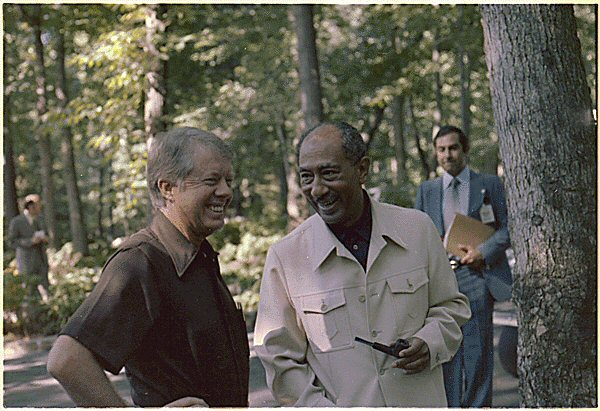
Le président égyptien Anouar el-Sadate et Jimmy Carter se rencontrent au début du sommet de Camp David en 1978.
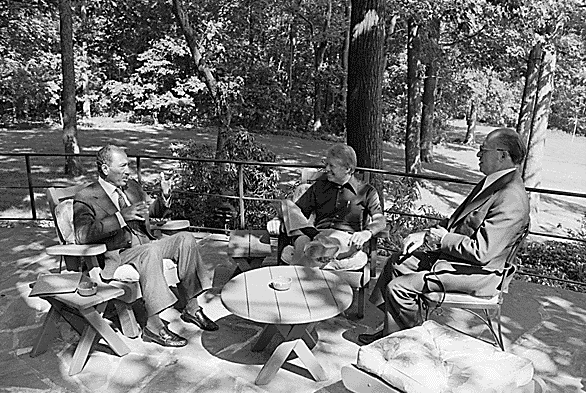
Anouar el-Sadate, Jimmy Carter et Menahem Begin à l'Aspen Lodge patio de Camp David le 6 septembre 1978.
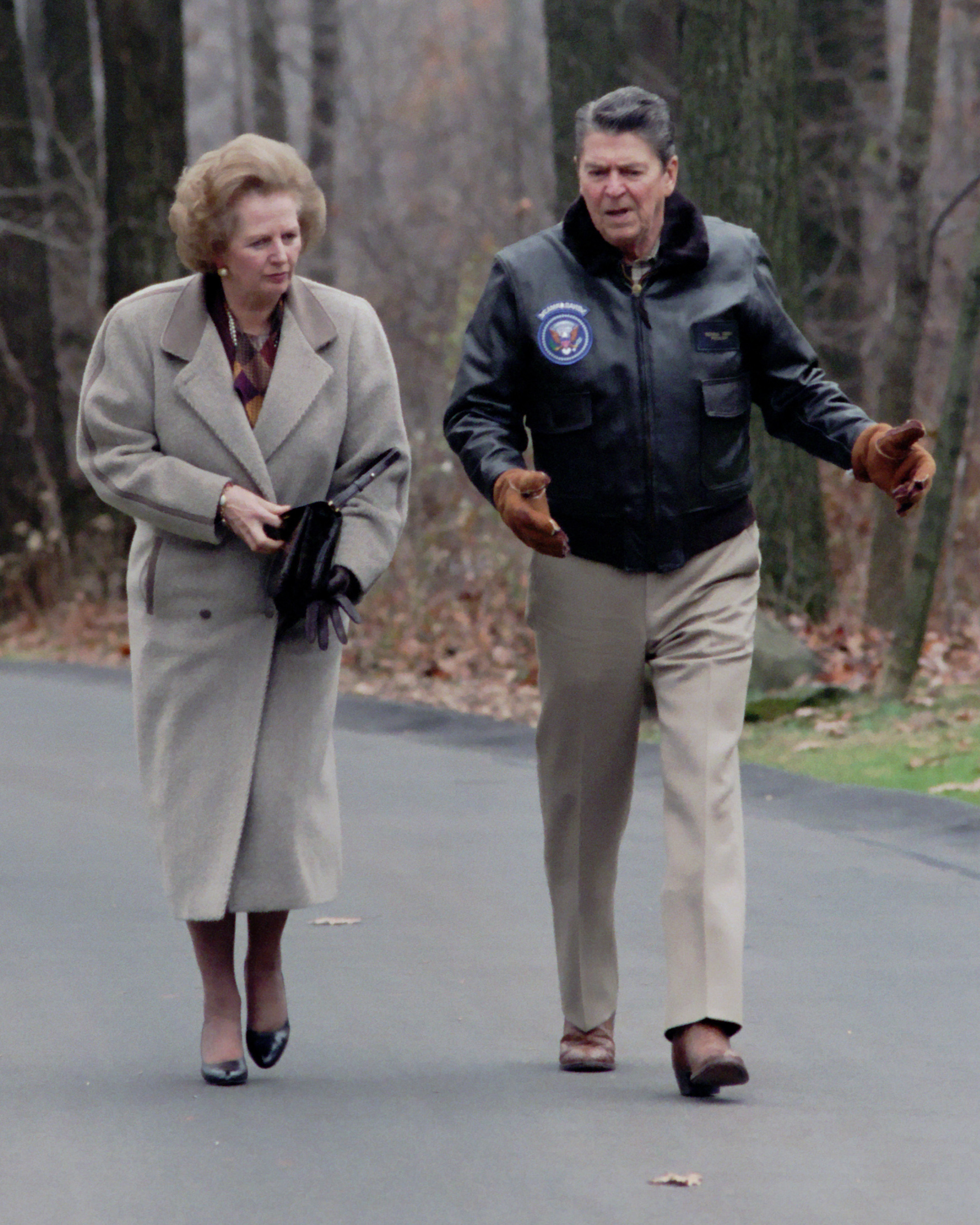
Le Premier ministre britannique Margaret Thatcher et le président Ronald Reagan à Camp David en 1986.
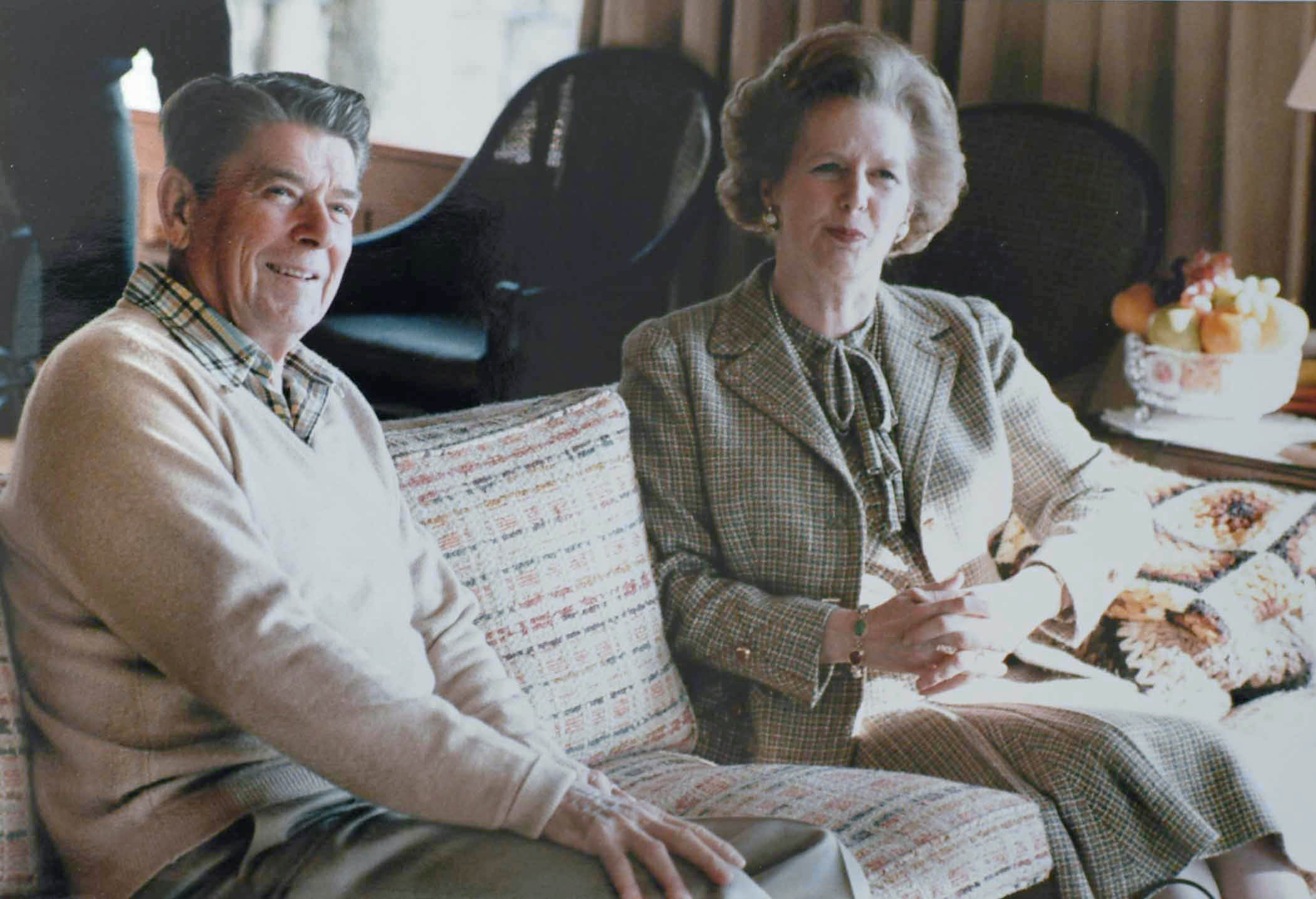
Le Premier ministre britannique Thatcher et le Président Reagan dans l'Aspen Lodge, 1986.
- Bill Clinton, Yasser Arafat et Ehud Barak à l'occasion de « Camp David II », le 11 juillet 2000.
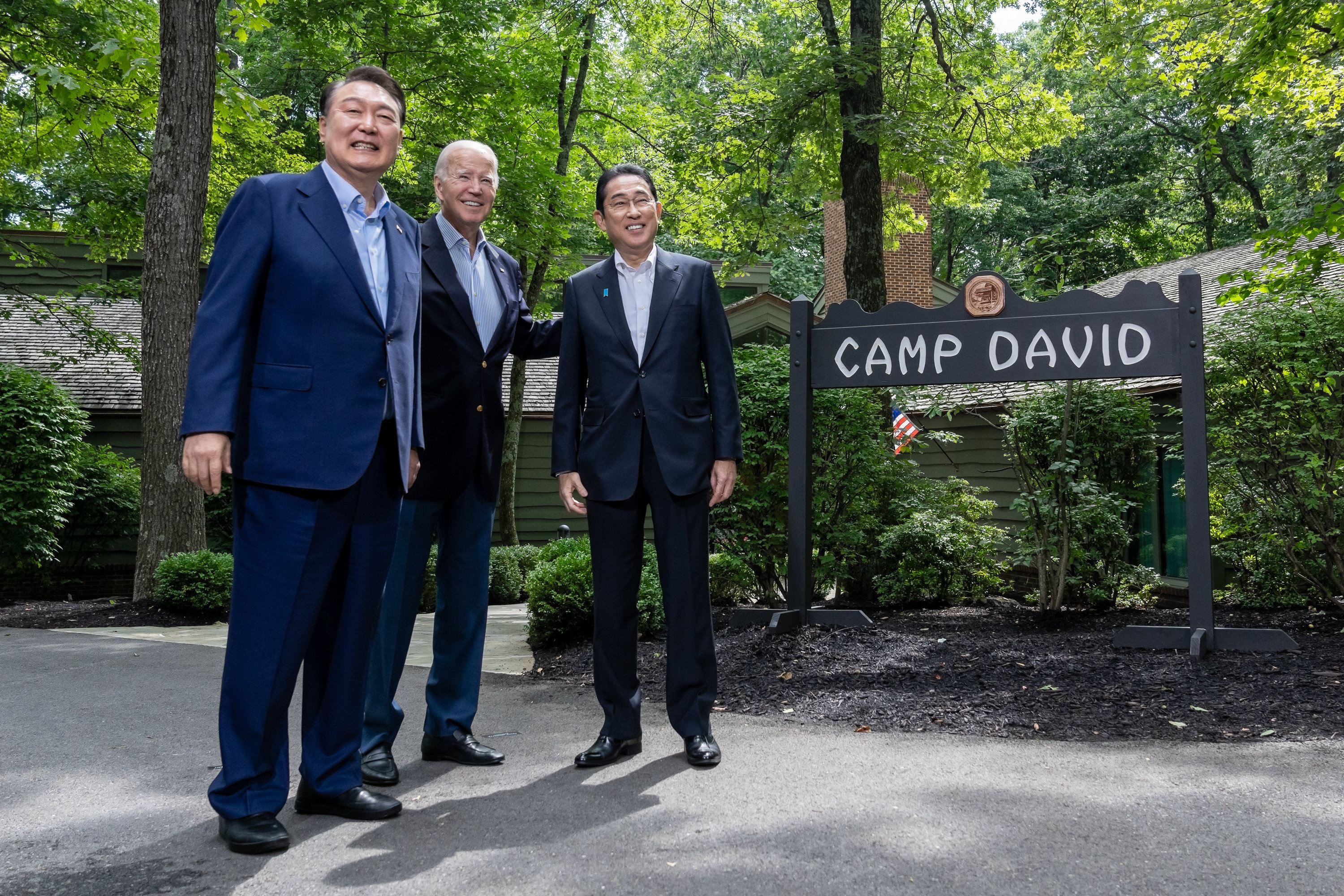
Le Président sud-coréen Yoon Suk-yeol, Joe Biden et le Premier ministre japonais Fumio Kishida à l'occasion du Pacte trilatéral américano-nippo-coréen, le 18 août 2023.

## Dans la fiction
- Veep, série télévisée d'Armando Iannucci (saison 5, épisode 8)
- House of Cards, série télévisée de Beau Willimon (saison 2, épisode 13)
- Designated Survivor, série télévisée de David Guggenheim (saison 1, épisode 13 et saison 2, épisode 15)
- Scandal, série télévisée de Shonda Rhimes (saison 1, épisode 1 et saison 2, épisode 8)
- Grey’s Anatomy, série télévisée de Shonda Rhimes (saison 13, épisode 14)
- La Chute de la Maison-Blanche, film de Antoine Fuqua (2013)
- À la Maison Blanche, série télévisée d'Aaron Sorkin (saison 6, épisode 2)
- Les Simpson, série animée de Matt Groening (saison 11 épisode 17): Trente ans dans l'avenir, Lisa est devenue présidente des États-Unis. Alors qu'elle essaye de trouver une solution pour réduire la dette colossale du pays, Bart la ridiculise. Elle l'envoie donc à Camp David sur une mission fictive afin de l'éloigner.
- The Whispers, série télévisée de Soo Hugh (saison 1, épisode 9)
- The Division 2[réf. nécessaire], jeu vidéo: Sous le nom de Camp White Oak.
- Sur le chemin de la guerre, film de John Frankenheimer (2002)
- The Night Agent, série télévisée de Shawn Ryan sur Netflix (saison 1, épisode 10): Les protagonistes font échouer un attentat contre la présidente des États-Unis et un haut dignitaire étranger. Une bombe explose dans Laurel Lodge et l'hélicoptère Marine One est détruit sur l'héliport dans l'explosion d'une seconde bombe.